# 皇家山十字架

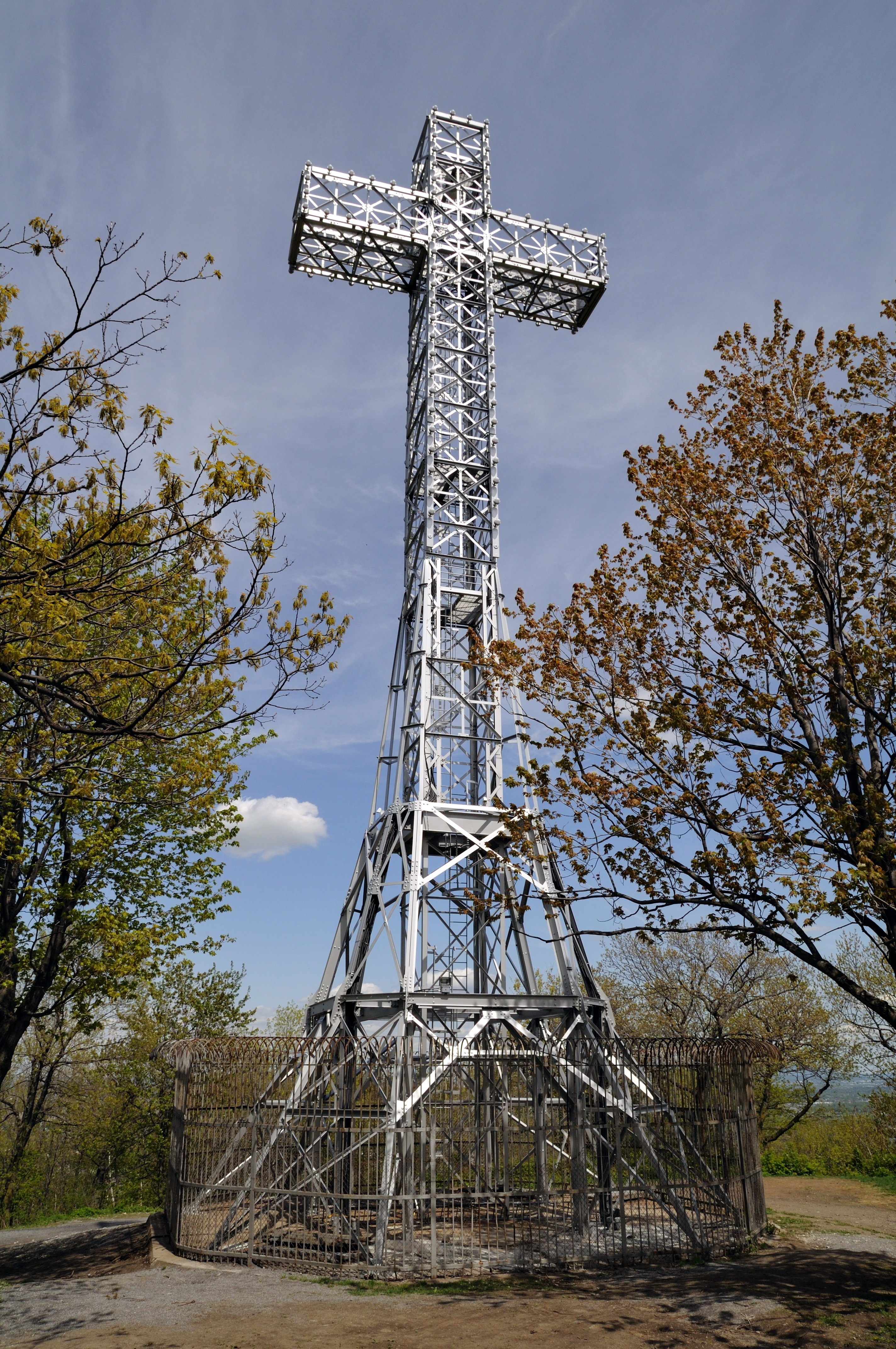

皇家山十字架（英語：Mount Royal Cross）是加拿大魁北克省蒙特利尔的一个钢制十字架，位于皇家山山顶。它位于东北山峰，俯瞰着岛的东部。高31.4（103英尺）；宽11（36英尺）。

## 历史
1643年，该市的创始人保罗·乔梅迪·德·迈松纽夫，在皇家山上树立起第一个十字架，以履行他为结束一场灾难性的洪水，而在祈祷中向圣母玛利亚许下的的誓言。
目前的皇家山十字架则是由当地法国裔的魁北克主权运动组织圣若望洗者协会（Société Saint-Jean-Baptiste）所立。开工于1924年5月16日；同年9月完成。